# Nicolas Coustou

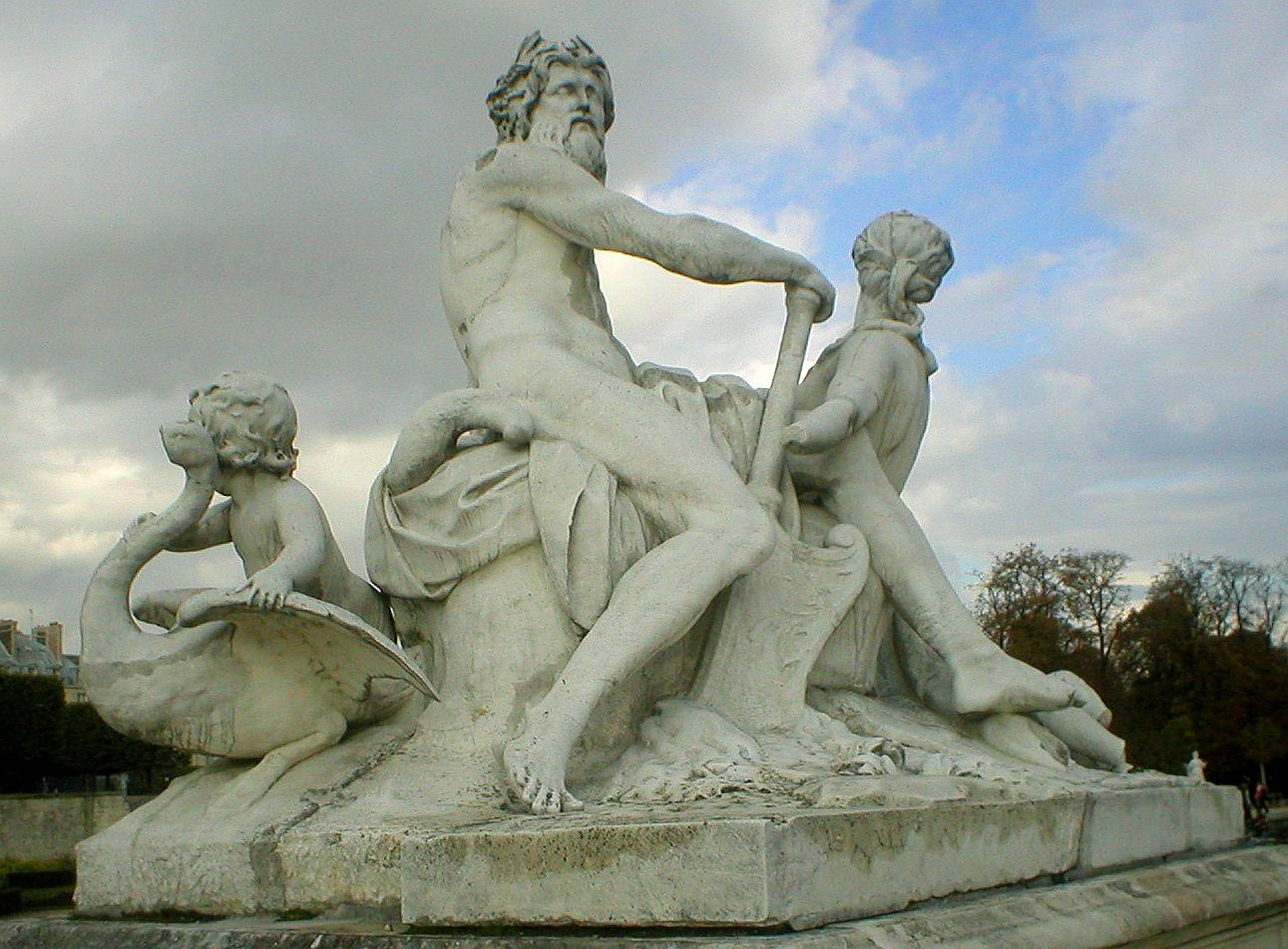
Sekwana i Marna w Ogrodach Tuileries

Nicolas Coustou (ur. 9 stycznia 1658 w Lyonie, zm. 1 maja 1733 w Paryżu) – francuski rzeźbiarz barokowy, brat Guillaume'a Coustou.
Początkowo edukowany przez ojca, w 1676 roku przyjechał do Paryża, gdzie był uczniem Antoine'a Coysevox (brata swojej matki). Wraz z nim pracował nad dekoracjami w pałacach w Marly-le-Roi oraz Wersalu.
Wiele jego prac zostało zniszczonych w czasie rewolucji francuskiej, ale zachowały się m.in. rzeźby w Ogrodach Tuileries.